# Jean de Madaillan de Lesparre
Jean de Madaillan de Lesparre († 1627), seigneur de Montataire (seigneurie acquise par son trisaïeul Arnaulton de Madaillan-Lesparre au XVe siècle, en 1460), compagnon d'Henri IV, et réputé inébranlable dans sa foi huguenote, capitaine huguenot, militaire français.
« Le baron de Condé raconte que Jean de Madaillan devenu vieux et retiré à Montataire, répétait souvent, avec fierté, qu'il avait eu l'honneur d'être de la Cornette-Blanche ; c'est-à-dire de cette petite troupe d'élite qui entourait immédiatement le roi et donnait avec lui au plus fort de la mêlée. »

## Biographie

### Origine
Il fut élevé dans la Protestantisme à laquelle il resta invariablement attaché. Dès sa première jeunesse, il avait été présenté au roi de Navarre Henri de Navarre et au Prince de Condé par l'amiral Gaspard II de Coligny. Sous les ordres du prince, il servit vaillamment le roi et il fut un des meilleurs compagnons d'Henri IV.

### Guerres de Religion
En 1587, à la Bataille de Coutras, bien qu'il souffrît alors d'un accès de fièvre, il portait le drapeau. Jacques Auguste de Thou le cite comme ayant joué un rôle important dans cette journée où il servit sous les ordres du Prince de Condé avec Louis de Saint-Gelais, Préjan de Lafin vidame de Chartres, et le vicomte de Gourdon[Lequel ?].
Suivant les Mémoires du comte d'Auvergne,  Jean de Madaillan, se trouvait parmi les grands seigneurs qui accompagnèrent le roi dans la Bataille d'Arques en septembre 1589. Il assista à tous les combats qui furent livrés autour d'Arques et à la bataille décisive du 21, où il eut un genou fracassé par un coup de feu. Théodore Agrippa d'Aubigné, dans son récit[réf. incomplète], parle de « la compagnie des gens d'armes du prince de « Condé, commandée par Montatère qui y fut estropié ». Scipion Dupleix, racontant un des principaux épisodes de la journée dit que le roi aïant ordonné aussi à la compagnie du prince de Condé commandée par le sieur de Montataire et celle du Prince de Conti... [Ces compagnies]... donnèrent fortement dans les ligueurs et perçant ou renversant tout ce qu'elles rencontrèrent, pénétrèrent jusqu'à la comète blanche du duc de Mayenne.  
« Le jeudi vingt et unièsme de ce mois... l'ennemi parut dès la diane faisant avancer cinq cents chevaux vers une tranchée..... Il sortit quatre-vingts salades commandées par le sr d'Arambures... Sur les dits cinq cents chevaux reîtres lorrains qui par eux furent repoussés près de leur gros, d'où en étaient repartis d'autres cinq cents pour les soutenir. Le roi fit avancer encore quarante des siens conduits par le sr de Montatère lesquels... firent tourner le dos à mille des ennemis, à la faveur de la troupe qui tenoit ferme derrière eux. Journal militaire de Henri IV sur les manuscrits originaux par le comte de Valori, 1821, p. 54. »
Après avoir assisté, le 14 mars 1590, à la Bataille d'Ivry, Jean de Madaillan fait campagne dans le Maine et la Normandie, en compagnie de du Hertray, gouverneur d'Alençon, et de L'Estelle. Non loin d'Alençon, il battit une petite armée de la Ligue commandée par du Charles du Bellay et vint défendre Mayenne menacée par Guy de Saint-Gellais-Lansac auquel  Philippe-Emmanuel de Lorraine, duc de Mercœur avait fourni des troupes.
Après cette affaire de Mayenne, Jean de Madaillan aidé de L'Estelle, soumit au roi tout le pays environnant et reprit Lassay sur Pierre Le Cornu, seigneur du Plessis de Cosme, capitaine de Craon pour la Ligue, lequel s'en était emparé par surprise après la mort du gouverneur Hurault de Villeluysant, assassiné dans la chapelle du Château de Lassay, par Charles du Bellay.

### Compagnon d'Henri IV
Pendant la campagne de Dijon, Jean de Madaillan était auprès du roi et assistait, le 5 juin 1595, à la Bataille de Fontaine-Française où Henri allait être frappé quand Monsieur de Montataire fit diversion et reçut la blessure qui lui était destinée.
Jean de Madaillan fut pair de Touraine et gouverneur de Thouars, ville forte accordée comme place de sûreté aux protestants. Le Poitou le députa avec La Chevallière à l'assemblée politique de Châtelleraut. En 1599, il était commissaire pour l'exécution de l'Edit de Nantes  dans les provinces de Poitou, Angoulême et Marche.[réf. incomplète]. 
Dans le Mémoire d'Armand de Madaillan de Lesparre, on trouve plusieurs lettres échangées avec Henri IV.
Jean de Madaillan resta inébranlable dans sa foi huguenote. Il lui parut impossible d'embrasser la religion de ceux contre lesquels il avait tant guerroyé, comme le roi, s'était converti. Il quitta la Cour du roi.
« L'attachement qu'il avoit pour le parti huguenot empêcha son élévation dans la suite, car Henry IV s'étant converti, il quitta la Cour Et quoique le Roi eût eu la bonté de lui offrir de le faire Chevalier de ses Ordres, et plusieurs autres avantages considérables s'il vouloit changer de Religion, rien ne pût ébranler un vieux Capitaine Huguenot. La tradition de la maison apprend que lorsque le roi fit des chevaliers de l'Ordre du Saint-Esprit en 1608, Sa Majesté voulut qu'il la suivit aux Augustins, où elle lui fit l'honneur de lui dire qu'elle l'eut fait Chevalier de ses Ordres, s'il n'avait été de la religion Protestante. Dictionnaire de Louis Moréri. »
En 1610, après la mort d'Henri IV, le prince de Condé se trouvant dans une situation délicate et ayant une grande confiance dans la loyauté et l'expérience de M. de Montataire lui demanda de le mettre en rapport avec Sully. Par deux brevets de 1611 et 1614, le jeune Louis XIII, «de l'avis de Madame sa mère» et en mémoire des services rendus à son père, peut-être aussi pour acheter sa neutralité, lui donna huit milles livres de pension[réf. incomplète]. Il meurt en 1627.

## Famille
Il avait épousé Judith de Chauvigny> dame du Bois-Froult et de la Drouardière, veuve de Louis Hurault de Villeluysant, assassiné par Charles du Bellay. Le contrat fut rédigé par Me Chesnau, notaire en la cour royale du Maine, le 3 novembre 1590. Par ce mariage, Jean de Madaillan devint propriétaire de fiefs importants, en Anjou et au Maine, et beau-frère d'Arnaud de Beauville.
De son mariage avec Judith de Chauvigny, il eut :
- Isaac de Madaillan de Lesparre.
- Philippe de Madaillan-Lespare, qui fit souche et fut l'auteur de la branche de Chauvigny
- Guy de Madaillan-Lespare, qui fut seigneur de Roberval. Il ne laissa pas de postérité et rien n'indique qu'il ait été marié. Il mourut longtemps avant son frère aîné Isaac qui hérita de ses biens.
- Claude de Madaillan-Lespare, baron de Montataire
- Henri de Madaillan-Lespare
- Anne de Madaillan-Lespare qui épousa Jean Pallot, conseiller du roi et des finances, veuf de Louise Hurault.